# Kilányi Lajos
Kilányi Lajos (Pest, 1819. március 17. – Ottakring, 1861. április 22.) balett-táncos, táncmester, koreográfus.

## Életútja
Miután a gimnáziumot szülővárosában elvégezte, szüleinek kivánságára a sebészi pályára készült; azonban inkább vonzották őt a német színház és a tánctermek. F. Crombétól vett táncleckéket és olyan tökéletességre vitte táncát, hogy a pesti német színházban a balletnél alkalmazták. Nőül vette a Crombé tánciskolájában megismert 15 éves Pap Terézt és nejével együtt az akkor (1845) Veszter Sándor által alakított vándor nemzeti tánctársasághoz csatlakozott. Ezen társasággal hosszabb külföldi körútra indult; meglátogatták Bécset, Németország nevezetesebb városait, Párizst, Londont. 
Pályája kezdetén a reformkor egyik legismertebb csárdás-propagátora volt. 1848-ban Veszterrel közösen készítettek el két nemzeti táncjátékot: Sobri, vagy parasztlakodalom a Bakonyban; Csata Fehértemplomnál; ezeket a Nemzeti Színházban mutatták be.  Miután Vesztertől különvált, Párizsba ment, ahol Saint Léonnál a conservatoire koreográfusánál a magasabb táncművészetben képezte ki magát. Azután nejével együtt vendégszerepekre ment és Brünnben balettmester lett. 
1850-ben Prágába ment, ahol a színpaddal összekötött balettiskolának vezetője volt. 1852-ben Hannoverbe hívták meg, ahonnét 1857-ben Bécsbe tért vissza és egy félév kivételével (1859-ben Pesten tartózkodva) a Józsefkülvárosi színház balettmestere maradt 1861. április 22-én Ottakringben bekövetkezett haláláig. 
Némajátékainak eredetiségét és élénkségét, a csoportosítás ízléses elhelyezését dicsérték. Az ő leírásában jelent meg először nyomtatásban Szöllősy Szabó Lajos Körmagyar tánca.

## Munkája
- A körtáncz, melyet Szőllősi Lajos minden tánczrész könnyen felfogható rajzolatával és magyarázatával előadta K. L. 6 rajzolattal és 4 zenemű melléklettel. Bécs, 1845.

## Balettjei
- Sobri der ungarische Räuberhauptmann, 1847
- Pierrot als Indianer (1859?)
- Die beiden Fassbinder
- Katharina die Banditenbraut (újra színre alkalmazva)
- Coralla des Fischermädchen

## Némajátékai
- Die Polka vor Gericht
- Die Zauberrose
- Satan und Harlekin
- Der Teufel im Herzen
- Die Zauberratsche
- Das Arsenal des Teufels